# Reales Colegios de Tortosa
Los Reales Colegios se encuentran dentro del Conjunto Histórico Artístico de la ciudad de Tortosa y son el monumento renacentista más importante de Cataluña.
En 1974 fueron declarados Monumento nacional.

## Historia
En el siglo XVI Tortosa era la quinta ciudad de Cataluña en número de habitantes y contaba con un colegio para la formación de los teólogos de la Orden dominica. 
La construcción del Colegio de San Jaime y de San Matías tuvo por misión la de educar a los jóvenes musulmanes conversos. Las obras empezaron en 1564. En la actualidad ya no se atribuye la autoría a Miquel Joan Angles y se apunta a Francisco de Montehermoso. Con la expulsión de los moriscos de 1610 passó a ser utilizado para la educación de los jóvenes sin recursos de la ciudad. En 1824 fue convertido en Seminario Conciliar, hasta 1877 cuando fue trasladado a la calle Moncada, y se siguió utilizando como colegio (Colegio «San Luis Gonzaga», llamado popularmente "colegio de arriba"). Entre los años 1972 y 1983 el Colegio de San Jaime fue la primera sede de la UNED en Tortosa y desde 1997 acoge el Archivo Histórico Comarcal. Antes, en 1974, el conjunto es declarado monumento historicoartístico de interés nacional (BOE, núm. 273, de 14/11/1974).

## Los edificios

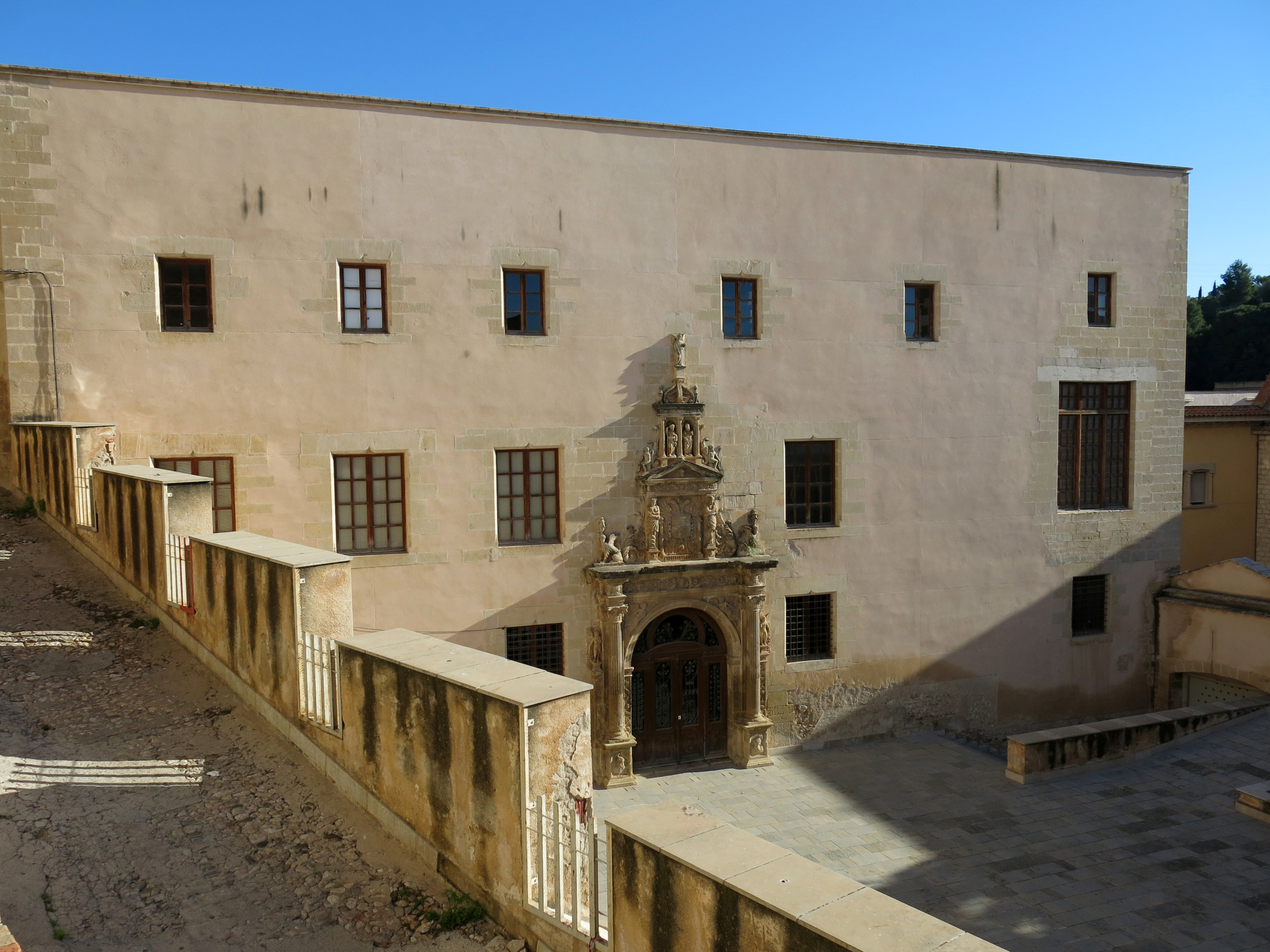
Vista exterior del Colegio de Sant Jaume i de Sant Maties.

El conjunto monumental está formado por tres edificios: 
- El Colegio de San Jaime y San Matías. Es propiedad de la Obispado de Tortosa y se conocía como Colegio de San Luis Gonzaga, una escuela confesional creada en 1877. Es un gran edificio de dos pisos organizado en torno a un patio central. Este patio es el primero, y único patio del Renacimiento de Cataluña, y seguramente la mejor obra de la arquitectura renacentista catalana. Acoge la sede del Archivo Histórico Comarcal.

Tiene una planta rectangular, con tres pisos o galerías (los dos primeros con arcos de medio punto, el superior con arcos rebajados) cubiertas con vigas de madera. Lo más destacable del patio, sobre todo, es la escultura. Éste presenta un programa iconográfico que fusiona elementos religiosos con otros profanocientíficos y con la idea de monarquía. En la primera planta se pueden ver los símbolos de los evangelistas además de 16 cabezas esculpidas en bajorrelieve sobre los capiteles de las columnas, que podrían representar a los alumnos de la institución. En el espacio de los arcos de la planta de abajo y el pretil del primero se desarrolla un gran friso esculpido. Están representados los escudos y los bustos de 19 parejas reales de la monarquía aragonesa y de los Austrias, desde el conde Ramón Berenguer IV -alabado en una inscripción- y Petronila de Aragón, hasta Felipe III y Margarida de Austria. En la enjuta de los arcos del segundo piso se disponen medallones con representaciones de personajes sagrados, apóstoles y profetas; y en los ángulos están los símbolos de los cuatro vientos.

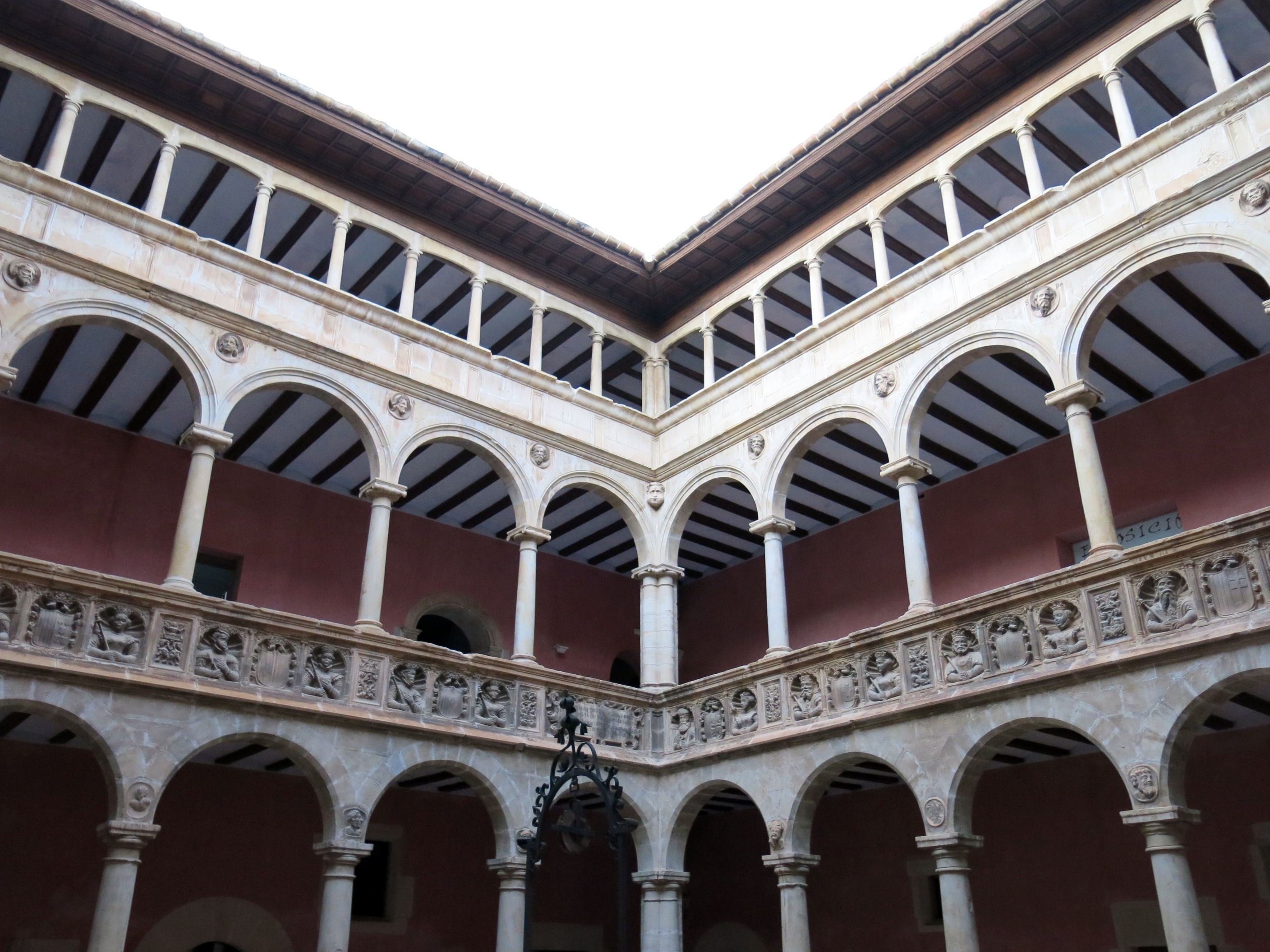
Patio del Colegio de San Jaime y San Matías.

Todo el conjunto, la iconografía de la escultura, la estructura, está influenciado por las corrientes artísticas procedentes de Italia y es de gran calidad. En la década de 1550 dirigía las obras un arquitecto francés llamado Antoni Lidon. La escultura del patio fue ejecutada por el tallista castellano Francisco de Montehermoso.
Otro elemento muy destacable es la puerta de acceso. Está estructurada en tres registros dispuestos verticalmente; el primero está formado por un arco de medio punto enmarcado por dos columnas de fuste acanalado y capitel compuesto que sostienen un entablamento con gruotescos. El segundo piso está presidio por el escudo imperial de Carlos I con el águila bicéfala y dos esfinges, signos de la sabiduría. En el cuerpo superior hay dos imágenes de los patronos de la institución, San Matías y San Jaime, en dos hornacinas y por encima de estas la imagen del ángel custodio, antiquísimo patrón de Tortosa. La portada fechada hacia 1570 se concibe como un arco triunfal que intenta armonizar la idea de la razón y espiritualidad con la idea imperial.

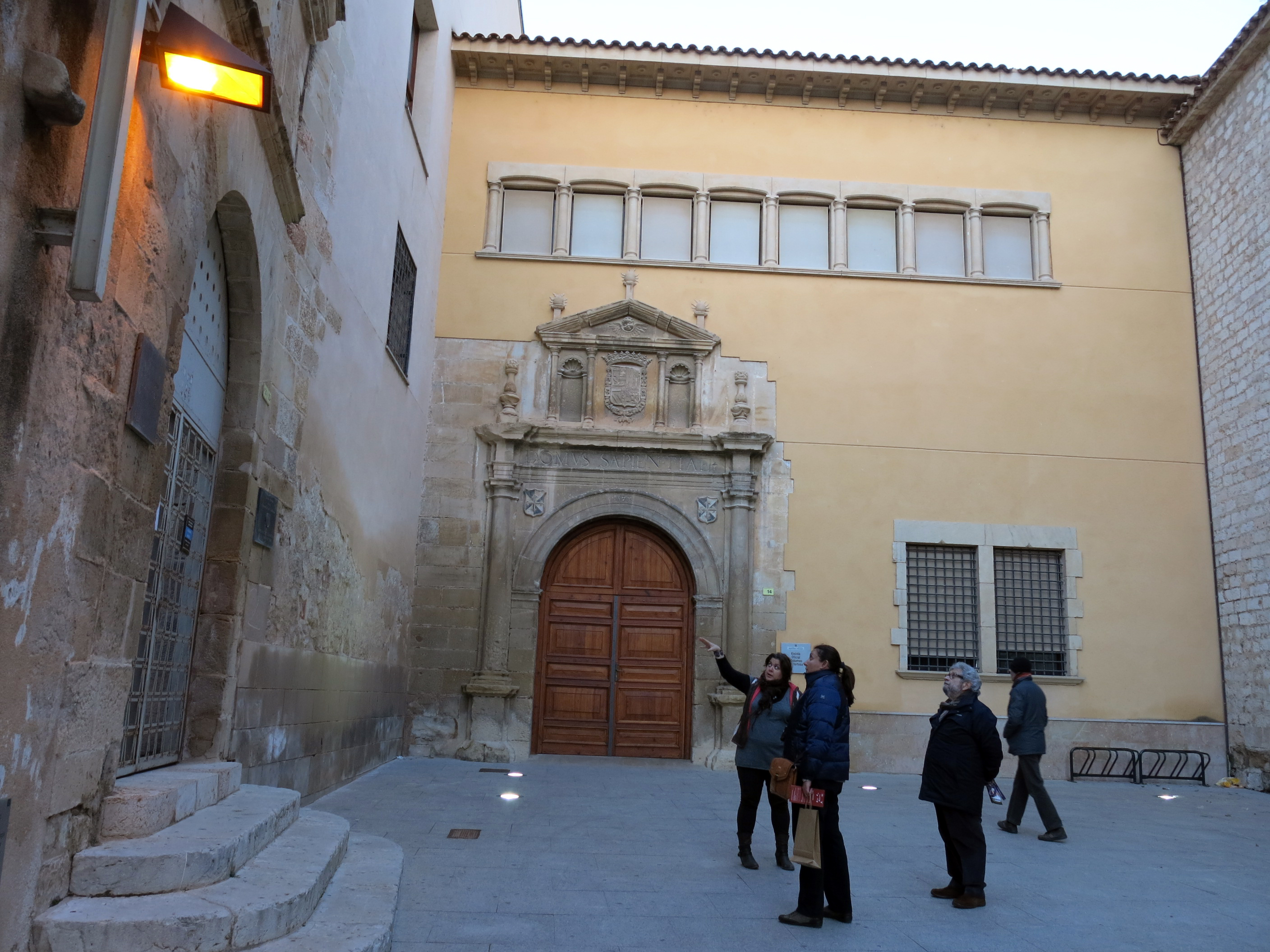
Fachada del Colegio de Sant Jordi i Sant Domènec.

- El Colegio de San Jorge y Santo Domingo. Fechado en 1578 era en origen un convento dominico. Arrasado por los bombardeos franquistas (1937-1939) únicamente conserva la sencilla portalada renacentista de dos cuerpos. Debajo del escudo imperial de Felipe II se puede leer la inscripción DOMUS SAPIENTIAE, es decir, casa de la sabiduría, pues se trata de la antigua universidad. La fecha de 1578 se exhibe en el arco de medio punto de la portada y la heráldica de los dominicos se encuentra en la enjuta. Propiedad de la Generalidad de Cataluña desdel 2001, se convirtió, en mayo de 2003, en sede de los Servicios Territoriales del Departamento de Educación y de la Escuela Oficial de Idiomas (2004).

- La Iglesia de Santo Domingo (1585). Es una iglesia de una sola nave, con capillas laterales. Fue construida en siglo XVI utilizando el estilo gótico. En la actualidad preside la nave central un armario-archivo procedente de la desaparecida Casa de la ciudad. Una vuelta de crucería destaca claramente como lo hace, en el exterior, su gran portada de tres cuerpos: el primero con un arco de medio punto enmarcado por dos parejas de columnas jónicas a cada lado; el segundo lo ocupa un friso con hornacinas para cinco figuras[3] y se remata con un frontón curbo. El escudo del obispo Izquierdo preside la portalada. Esta iglesia fue uno de los bienes desamortizados en el siglo XIX convirtiéndose en instalación militar. En 1906 fue cedida al Ayuntamiento y entre 1910 y 1997 acogió al antiguo Museo-archivo Municipal. Desdel 2007 está destinado a "salón noble" de la ciudad, acogiendo a la vez, desde octubre de 2008 el Centro de interpretación del Renacimiento.